# Кабане (Тарн)
Кабане (фр. Cabanès) насеље је и општина у јужној Француској у региону Миди Пирене, у департману Тарн која припада префектури Кастр.
По подацима из 2011. године у општини је живело 241 становника, а густина насељености је износила 27,2 становника/km². Општина се простире на површини од 8,86 km². Налази се на средњој надморској висини од 220 метара (максималној 340 m, а минималној 174 m).

## Демографија
| 1962. | 1968. | 1975. | 1982. | 1990. | 1999. | 2011. |
| ----- | ----- | ----- | ----- | ----- | ----- | ----- |
| 157   | 175   | 153   | 161   | 182   | 155   | 241   |

График промене броја становника у току последњих година